# Dionysius Will

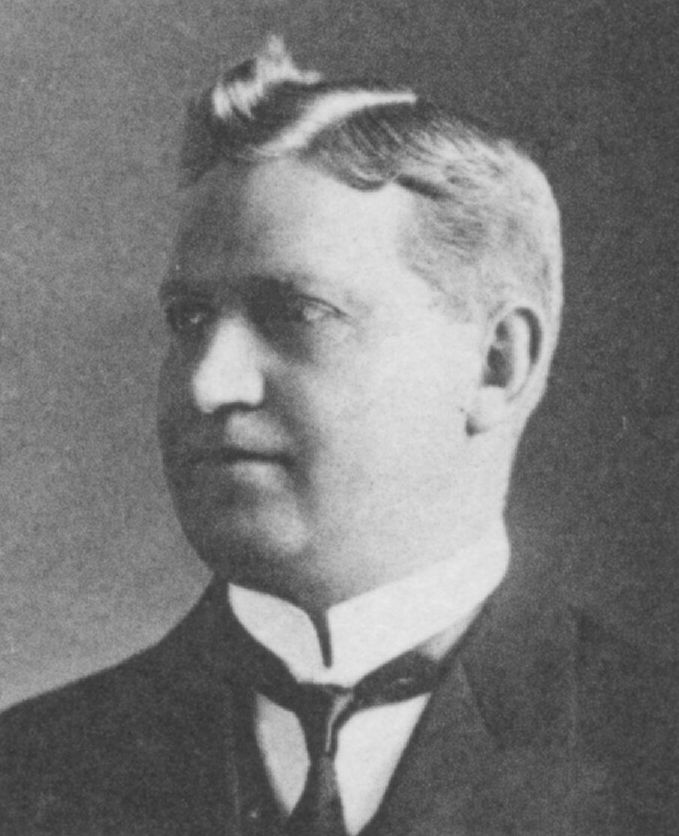
Dionysius Will als Reichstagsabgeordneter 1912

Dionysius Will (* 8. September 1867 in Landersheim; † 23. Juli 1912 in Hœnheim) war katholischer Geistlicher und Mitglied des Deutschen Reichstags von 1907 bis zu seinem Tod.

## Leben
Will besuchte von 1873 bis 1881 die Volksschule in Landersheim, bekam bis 1883 Privatunterricht und war bis 1887 auf dem Bischöflichen Gymnasium in Zillisheim. Danach war er bis Herbst 1889 und von Ostern 1890 bis Herbst 1892 auf dem Priesterseminar in Straßburg. Er diente vom 18. November 1889 bis 18. März 1890 beim Infanterie-Regiment Nr. 28 in Ehrenbreitstein. Zwischen 1892 und 1894 war er Vikar in Bischheim und bis 1896 Vikar in Mülhausen (Mariahilf). Er studierte von 1896 bis 1900 Nationalökonomie an den Universitäten Münster, München und Berlin. 1899 erschien seine Dissertation (Das Koalitionsrecht der Arbeiter in Elsass-Lothringen im Vergleich zu dem in Frankreich und im Deutschen Reiche geltenden Rechte) im Druck; Will war Doktor der Staatswissenschaften (Dr. oec. publ.).
Von 1900 bis 1904 war er Vikar in Straßburger Kirche St. Ludwig/Saint-Louis (Elsaß-Lothringen war seit 1871 „Reichsland“) und studierte dann bis 1906 Theologie in Freiburg. Am 11. November 1906 wurde er Pfarrer in Hœnheim. Er war Träger des Roten Adlerordens IV. Klasse.
Will wurde für die Elsaß-Lothringische Zentrumspartei 1907 im Wahlkreis Elsaß-Lothringen 9 (Straßburg-Land) in den Reichstag gewählt. Im ersten Wahlgang erreichte er 8.967 Stimmen, der bisherige Mandatsinhaber Daniel Blumenthal 7.022 Stimmen und der Sozialdemokrat Richard Fuchs 3.993 Stimmen. Im zweiten Wahlgang wurde Dionysius Will mit 10.252 Stimmen gewählt und Blumenthal (9.255 Stimmen) verlor seinen Wahlkreis.
Im Januar 1912 wurde er im Wahlkreis Elsaß-Lothringen 6 (Schlettstadt) in den Deutschen Reichstag gewählt. Die am 16. September 1912 stattfindende Nachwahl nach seinem Tode gewann Franz Xaver Haegy.